# Rytmy abo wiersze polskie

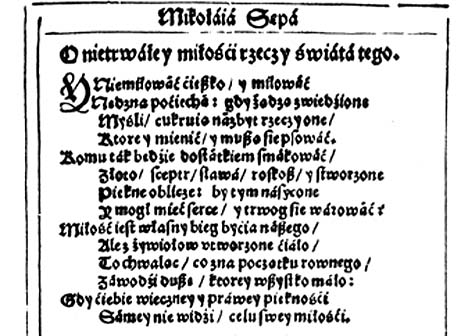
Strona z pierwszego wydania Rytmów abo wierszy polskich z 1601 z wierszem O nietrwałej miłości rzeczy świata tego

Rytmy abo wiersze polskie – tomik poetycki Mikołaja Sępa Szarzyńskiego wydany po śmierci autora w 1601 przez jego brata Jakuba. Jest on jedynym dziełem poety, co do którego nie ma wątpliwości w kwestii autorstwa. Stanowi jeden z pierwszych przejawów baroku w literaturze polskiej. Tomik zawiera między innymi sonety, pieśni, parafrazy psalmów i epitafia. 
Sonety Mikołaja Sępa Szarzyńskiego są jednymi z pierwszych realizacji tego gatunku w  poezji polskiej. W zbiorku znalazło się sześć utworów tego typu: O krótkości i niepewności na świecie żywota człowieczego, Na one słowa Jopowe: Homo natus de muliere, brevi vivens tempore etc., Do naświętszej Panny, O wojnie naszej, którą wiedziemy z szatanem, światem i ciałem, O nietrwałej miłości rzeczy świata tego i Do Pana Mikołaja Tomickiego. Sonety Sępa Szarzyńskiego reprezentują francuską odmianę tej formy. Rymują się abba abba cdc dee.